# Philip Lawson
Philip Lawson (Crawley, 19 febbraio 1957) è un cantante, arrangiatore, compositore e pianista inglese.
È stato il primo baritono del sestetto vocale inglese The King's Singers, di cui è stato il maggiore arrangiatore durante il proprio periodo di attività all'interno del gruppo. Ora si dedica alle attività di composizione, arrangiamento ed insegnamento.

## Biografia

### Gli inizi
Da giovane frequenta la Hazelwick Comprehensive School ma il suo primo contatto con il mondo della musica avviene casualmente, con l'inserimento nel coro di ragazzi della Chiesa di Worth. Da qui nasce e lentamente cresce quella che diventerà una profonda passione, ed almeno inizialmente soprattutto per la musica da chiesa. Successivamente continua a studiare musica all'Università di York, sotto Wilfrid Mellers, e prosegue anche il percorso canoro, da prima coprendo il ruolo di controtenore nel coro della cattedrale di York, diretto da Francis Jackson.

### Periodo universitario e periodo londinese
È solo all'età di 21 anni, nel 1978, durante il periodo universitario in occasione della messa in opera dell'Orfeo di Monteverdi, che gradualmente passa a coprire via via sempre più stabilmente la parte vocale del baritono, ruolo che successivamente non abbandonerà più. Dopo la consecuzione della laurea si trasferisce a Londra, dove lavora per alcuni anni come voce solista ma anche con numerose formazioni coristiche, tra cui i BBC Singers, il Taverner Choir, l'Opera Rare, il coro dell'abbazia di Westminster, il coro della Cattedrale di Southwark ed il coro della Cattedrale di St. Paul.

### Direzione
Dal 1982 al 1993, Lawson copre il ruolo di "Vicario Laico" (Lay Clerk) nel coro della Cattedrale di Salisbury, sotto la direzione di Richard Seal; in questo caso, all'interno del contesto coristico inglese appartenente al mondo ecclesiastico, "vicario" assume il significato originario in latino di "vice", ovvero l'equivalente del vice direttore, un ruolo comunque di rilievo all'interno del coro. Dal 1989 invece è direttore della scuola di musica Chafyn Grove Preparatory. Lungo questo periodo si esibisce numerose volte con svariate formazioni (The Sixteen, English Concert, CM90, Romsey Singers), lavorando anche come pianista ed arrangiatore per un gruppo locale performante musica da ballo.

### The King's Singers
Nel giugno del 1993 Lawson partecipa e vince il provino per la parte di secondo baritono per il gruppo vocale The King's Singers, in sostituzione proprio di Simon Carrington il quale fu uno dei membri fondatori di quello che probabilmente è il più rinomato sestetto vocale inglese attualmente esistente. Dal 1996, nella stessa formazione, copre stabilmente il ruolo di primo baritono. Nel periodo che va dalla fine degli anni novanta agli inizi del 2012, Lawson è stato indicato come il probabile direttore artistico del gruppo, ruolo che un tempo fu di Bob Chilcott (anche lui prolifico arrangiatore).
Il 28 gennaio 2012, con l'ultimo concerto tenutosi nella cattedrale di Salisbury, dopo più di 2.000 eventi dal vivo, più di trenta incisioni discografiche e quasi diciannove anni di attività, Lawson lascia il gruppo per dedicarsi interamente alla famiglia ed all'insegnamento, all'arrangiamento ed alla composizione.

## Discografia parziale

### Album
- English Renaissance
- Sermons and Devotions
- Ligeti Nonsense Madrigals (Sony Records)[1]
- Spirit Voices[2]
- Runnin' Wild[3]
- Circle of Life[4]
- Nightsong[5]
- Streetsongs[6]
- Firewater[7]
- Music of the Beatles[8]
- The Triumphs of Oriana
- Christmas
- Gesualdo Tenebrae Responsories
- Treason and Dischord[9]
- Sacred Bridges[10]
- Spem in Alium
- The Quiet Heart
- Landscape and Time
- The Golden Age
- Simple Gifts[11]
- Live at the BBC Proms
- Reflections
- Romance du Soir
- From the Heart
- Pachelbel Vespers[12]
- Swimming over London
- In this quiet moment
- Christmas Oratorio[13]
- Joy to the world
- J. S. Bach: Christmas Oratorio
- In This Quiet Moment - Choral Essays (Volume 3)
- High Flight - Choral Music by Whitacre, Lauridsen and Chilcott

### DVD
- A workshop video
- From Byrd to the Beatles (registrazione dal vivo, alla Cadogan Hall)
- Live at the BBC Proms (Midem award 2010)
- Joy to the world
- The King's Singers Christmas

## Arrangiamenti
Nel periodo che va dal 1996 a tutto il 2011, è stato indubbiamente il maggiore, sia quantitativamente che qualitativamente, tra gli arrangiatori del gruppo vocale londinese. Nel febbraio 2009 l'album "Simple Gifts", di cui Lawson ha armonizzato ben dieci dei quindici brani incisi, ha vinto il prestigioso Grammy Award di Los Angeles (USA), nella categoria "Best Classical Crossover Album". L'album venne registrato nel 2008 presso lo studio Status Quo del chitarrista Francis Rossi.
Oltre ad essere arrangiatore, ha scritto anche il testo del brano "Born on a New Day", una versione rivista del già famoso brano "You are the New Day" di John David, reinterpretato dagli stessi King's Singers i quali ne fecero uno dei loro brani natalizi più famosi.

## Composizioni
Come compositore si distingue per la produzione corale, insospettabilmente prolifica. Sono già stati pubblicati un centinaio di suo lavori, ed ha una fitta serie di commissioni da parte di vari cori e gruppi vocali. La maggior parte delle sue opere sono stampate dalla statunitense Hal Leonard Corporation, ma esistono inoltre alcune opere pubblicate da Boosey and Hawkes, Walton Music, The Lorenz Corporation, Morningstar Music, Pavane Publications, Alliance Music, Banks Music, Encore Publications e Schoolplay Productions.

## Didattica
Lungo il 2012 è iniziata l'attività legata all'insegnamento diretto al mondo della musica a cappella, in tutta Europa; in Italia ha portato a termine un importante laboratorio svoltosi a Perugia, con due gruppi vocali (Dodecafonici e Voceversa) e due cori (Vivae Vocis Concentus e Thomas Tallis Choir) e con la partecipazione del gruppo a cappella inglese The Songmen, come invitati speciali per l'evento conclusivo.